# Everything Everything
Gli Everything Everything sono un gruppo musicale inglese, stabilizzatosi a Manchester e formato nel 2007.

## Stile musicale
Lo stile musicale del gruppo è molto eclettico e dinamico, arricchito da una serie di dense composizioni e dal cantato in falsetto del vocalist Jonathan Higgs. Generalmente indicato come alternative rock, in realtà il gruppo utilizza produzioni e ritmi affini all'R'n'B contemporaneo, al glitch pop ed alla musica elettronica (considerato anche l'uso del computer), mentre per quanto riguarda lo stile cantautorato, si può accostare anche al rock progressivo. Il critico della BBC Paul Lester ha descritto il suono del gruppo con l'espressione "una rivolta nella fabbrica della melodia".

## Storia del gruppo
Tre dei componenti originali della band (Jonathan Higgs, Michael Spearman e Alex Niven) provengono dalla contea del Northumberland e si incontrano all'High School di Hexham, dove iniziano a suonare insieme. Alla Salford University, Higgs conosce Jeremy Pritchard, che entra a far parte del gruppo dopo aver conseguito la laurea e così, nell'autunno 2007, si forma ufficialmente la band. Il gruppo inizia ad attirare a sé l'interessamento da parte del produttore discografico David Kosten, mentre il gruppo rilascia il singolo Suffragette Suffragette il 1º dicembre 2008 per la XL Recordings. Nel 2009 il gruppo pubblica il 7" Photoshop Handsome, seguito da MY KZ, UR BF. Per tutti e tre i singoli vengono realizzati altrettanti videoclip diretti da Higgs. A questo punto Niven lascia il gruppo per perseguire altri interessi e viene sostituito da Alex Robertshaw.
Dopo la nomination al "BBC Sound 2010", il gruppo viene messo sotto contratto dalla label inglese Geffen Records, che pubblica il singolo Schoolin nel giugno 2010. L'album di debutto del gruppo, dal titolo Man Alive viene prodotto da David Kosten e viene pubblicato nell'agosto 2010, preceduto dal già citato singolo MY KZ, UR BF, che nel frattempo viene ripubblicato ed entra nella Official Singles Chart. L'album ottiene un buon successo sia di pubblico (#17 della Official Albums Chart) che di critica. Nel luglio 2011 l'album viene inserito nella lista delle nomination per il Mercury Prize 2011. Nel 2012, il gruppo supporta in tour band del calibro di Snow Patrol e Muse.
Sempre nel 2012 gli Everything Everything iniziano a lavorare al secondo lavoro discografico. In agosto rilasciano il singolo Cough Cough e da un tour che occupa il periodo settembre-ottobre 2012. Il 14 gennaio 2013 viene quindi pubblicato l'album Arc (RCA Records), che debutta in quinta posizione nella Official Albums Chart. Anche questo disco, che contiene (oltre a Cough Cough) i singoli Kemosabe (pubblicato nel gennaio 2013), Duet (marzo 2013) e Don't Try (giugno), riceve una buona accoglienza da parte della critica: viene giudicato col voto di 8/10 da NME e Drowned in Sound, con il giudizio di 4/5 per The Guardian e col voto di 7,6/10 da Pitchfork.

## Formazione
Attuale
- Jonathan Higgs - voce, chitarra, tastiere, laptop
- Jeremy Pritchard - basso, tastiere, cori
- Alex Robertshaw - chitarra, tastiere, cori
- Michael Spearman - batteria, cori

Ex componenti
- Alex Niven - chitarre, cori

## Discografia

### Album in studio
- 2010 - Man Alive
- 2013 - Arc
- 2015 - Get to Heaven
- 2017 - A Fever Dream
- 2020 - Re-Animator
- 2022 - Raw Data Feel
- 2023 - Mountainhead

### EP
- 2010 - Schoolin'
- 2011 - MY KZ, UR BF